# Christian Schmidt
Hans Christian Friedrich Schmidt (Obernzenn, 26 de agosto de 1957) é um político alemão do partido de centro-direita União Social-Cristã (CSU). Ele é o atual Alto Representante para a Bósnia e Herzegovina desde 2021 e ainda foi Ministro da Alimentação e Agricultura da Alemanha de 2014 a 2018, Secretário de Estado Parlamentar do Ministério Federal da Defesa da Alemanha de 2005 a 2013 e Secretário de Estado Parlamentar do Ministério Federal da Alemanha Cooperação e Desenvolvimento Econômico de dezembro de 2013 até fevereiro de 2014.
Ele é membro do parlamento pelo distrito eleitoral de Fürth.

## Primeira vida e educação
Schmidt frequentou o Georg-Willhem-Steller-Gymnasium em Bad Windsheim, onde completou seu Abitur em 1976. Ele então cumpriu o serviço militar obrigatório na divisão de montanha do Exército da Alemanha Ocidental. Ele começou os estudos jurídicos em 1977 em Erlangen e Lausanne. Schmidt concluiu seus estudos jurídicos com a aprovação nos exames estaduais exigidos em 1982 e 1985. Ele foi admitido na ordem em 1985 e exerceu a advocacia até assumir suas funções como Secretário de Estado Parlamentar em novembro de 2005.

## Carreira política
Como estudante, Schmidt ingressou no Junge Union (JU), grupo de jovens da CSU, em 1973. Em 1976 ele se inscreveu como membro da CSU. De 1980 a 1982, ele foi presidente da JU-District Association em Neustadt-an-der-Aisch. Em 1982, ele foi nomeado Presidente da JU-Regional Association for Central Franconia, cargo que ocupou até 1991. De 1984 a 1990, Christian Schmidt foi vereador em sua cidade natal de Obernzenn e membro do Conselho Distrital de Neustadt (Aisch)-Bad Windsheim.
De 1989 a 1993, Schmidt também foi membro do CSU State Committee, cargo que assumiu novamente em 1999. Desde 1999, além de suas funções no CSU State Committee, Schmidt foi presidente da CSU-District Association em Fuerth.
Schmidt é presidente do Grupo de Trabalho Regional da CSU sobre Política Externa, Segurança e Política Europeia. Desde maio de 2010 ele também atuou como Presidente do Grupo de Trabalho Evangélico Regional da CSU. Em maio de 2011 foi nomeado Presidente do Grupo de Trabalho Evangélico Federal da CSU/CDU.

### Membro do Parlamento (1990-presente)
Schmidt foi eleito para o Parlamento alemão, o Bundestag, nas eleições de 1990. De 1991 a 2002, foi Presidente do Grupo de Trabalho de Política Externa, de Defesa e Europeia da CSU a nível nacional. Em seguida, ele passou a servir como Presidente do Grupo de Trabalho de Defesa Parlamentar da CDU/CSU. Nessa qualidade, também atuou como porta-voz da CDU/CSU para a política de defesa.
Schmidt atuou como presidente do Grupo de Amizade Parlamentar Alemão-Israelense de 1994 a 1998 e como Presidente do Grupo de Amizade Parlamentar Alemão-Britânico de 1998 a 2005. Ele também foi membro do German-Báltico, German-Croata e German -Grupos de Amizade Parlamentares Checos. Ele foi o relator de seu grupo parlamentar sobre o Tratado da “Boa Vizinhança” germano-polonesa em 1991, bem como o Tratado Alemanha-Tchecoslováquia de 1992. Em 1997, o Ministro Federal da Defesa selecionou Schmidt para servir no Comitê Consultivo do Fórum de Discussão Alemão-Tcheco.
Ele foi relator das discussões relativas à Lei de Participação Parlamentar de 2005 que trata da implantação do Bundeswehr alemão na República Federal.
Schmidt entrou no Parlamento alemão como um candidato eleito diretamente, representando Fürth. Nas eleições de 2009 ele ganhou 43,3% dos primeiros votos. Em dezembro de 2012, ele foi indicado pela sétima vez como candidato da CSU para as próximas Eleições Parlamentares Federais de 2013. A Assembleia de Delegados da CSU concedeu-lhe 98,7% dos votos (155 de 157 votos).

### Secretário de Estado Parlamentar do Ministério Federal da Defesa (2005–2013)
Schmidt foi nomeado Secretário de Estado Parlamentar no Ministério Federal da Defesa pela Chanceler Angela Merkel em 23 de novembro de 2005. Nessa qualidade, ele serviu como representante parlamentar e político de três Ministros da Defesa; Franz Josef Jung, Karl-Theodor zu Guttenberg e Thomas de Maizière.
Durante seu mandato, Schmidt avançou no estabelecimento de uma fundação para cuidar dos membros do serviço afetados negativamente pelos efeitos colaterais dos sinais de radar encontrados durante o serviço. Seu tempo no cargo viu vários eventos marcantes, incluindo a investigação das atividades de guerra do ás da aviação alemão na Segunda Guerra Mundial Werner Mölders (2007), a reorientação das forças armadas da República Federal (desde 2010) e a renúncia da Defesa Ministro zu Guttenberg na esteira de um escândalo de plágio (2011). Schmidt havia defendido zu Guttenberg contra as acusações de plágio. Schmidt também desempenhou um papel fundamental no estabelecimento e financiamento do “Hardship Fund” (Härtefall-Stiftung). Este fundo, mantido pela Soldiers ’Relief Association e.V., foi fundado em 2012 com a missão expressa de apoiar soldados gravemente feridos no cumprimento do dever. O fundo fornece apoio acima e além das leis padrão de dever de cuidados na República Federal, servindo assim como assistência adicional para os veteranos mais necessitados.
Após a renúncia de zu Guttenberg em 2011, Schmidt permaneceu no cargo e foi reconfirmado ao cargo pelo novo Ministro da Defesa, Thomas de Maizière. Nas negociações para formar um governo de coalizão após as eleições federais de 2013, ele fez parte da delegação da CDU / CSU no grupo de trabalho sobre relações exteriores, política de defesa e cooperação para o desenvolvimento, liderado por de Maizière e Frank-Walter Steinmeier.
De 2011 a 2017, Schmidt atuou como um dos 5 vice-presidentes da CSU, sob a liderança do presidente Horst Seehofer. Nessa qualidade, foi o porta-voz do seu partido para a política externa e de segurança, bem como sobre a política europeia. Foi também responsável pela relação da CSU com outros partidos que integram a bancada do Partido Popular Europeu (Democratas-Cristãos) a nível da União Europeia. Ele gerenciou o alcance internacional da CSU para Israel, Croácia, Áustria, Estados Unidos da América e Reino Unido da Grã-Bretanha e Irlanda do Norte.

### Ministro Federal da Alimentação e Agricultura, 2014–2018
De 2014 a 2018, Schmidt atuou como Ministro Federal de Alimentos e Agricultura no terceiro gabinete da Chanceler Angela Merkel.
Em resposta ao colapso dos preços do leite em 2016, Schmidt lançou um pacote de emergência de pelo menos € 100 milhões para os produtores de leite do país, incluindo empréstimos e redução de impostos. Também durante o seu mandato, a Alemanha abateu 776.000 frangos, perus, patos e outros tipos de aves domésticas entre novembro de 2016 e janeiro de 2017 para combater o gripe aviária.
Em novembro de 2017, Schmidt irritou o SPD de centro-esquerda ao quebrar o protocolo para apoiar uma proposta da União Europeia de estender o uso de glifosato por mais cinco anos, uma medida contestada pela Ministra do Meio Ambiente Barbara Hendricks do SPD, que havia garantido um voto não positivo poucos minutos antes; é prática comum que a Alemanha se abstenha de votos da UE se forem ministros de diferentes partidos do governo discordam sobre uma política. Após o incidente, a chanceler Merkel repreendeu publicamente Schmidt, argumentando que ele não deveria ter votado a favor contra a vontade de seu colega e em violação às instruções do governo. As conexões de Schmidt com o lobby agrícola têm sido alvo de críticas desde então.

### Carreira posterior
Desde que deixou seu cargo no governo, Schmidt tem servido no Comitê de Relações Exteriores e em seu Subcomitê das Nações Unidas.
Em 2019, Schmidt foi nomeado pelo Ministério Federal do Interior, Construção e Comunidade para atuar no comitê que supervisionou os preparativos para o 30º aniversário da reunificação alemã.
Em janeiro de 2021, o governo alemão indicou Schmidt para ser o novo Alto Representante para a Bósnia e Herzegovina. Em 27 de maio de 2021, diplomata austríaco Valentin Inzko renunciou ao cargo de Alto Representante, com Schmidt definido para se tornar o novo Alto Representante em 1 de agosto de 2021.
Em junho de 2021, ele anunciou que não concorreria nas eleições federais de 2021, mas renunciaria à política ativa no final da legislatura.

## Posições políticas
Em agosto de 2012, Schmidt foi um dos 124 membros do Bundestag a assinar uma carta enviada ao embaixador russo na Alemanha, Vladimir Grinin, expressando preocupação com o julgamento contra os três membros do Pussy Riot. “Ficar detido por meses e a ameaça de punição prolongada são draconianos e desproporcionais”, disseram os legisladores na carta. "Em um estado secular e pluralista, atos artísticos pacíficos - mesmo que possam ser vistos como provocativos - não devem levar à acusação de atos criminosos graves que resultam em longas penas de prisão".